# Dzieci kapitana Granta (film 1936)
Dzieci kapitana Granta (ros. Дети капитана Гранта) – radziecki film przygodowy z 1936 roku oparty na podstawie powieści o tej samej nazwie Jules’a Verne’a.

## Obsada
- Jurij Jurjew jako kapitan Tom Grant
- Nikołaj Czerkasow jako Jacques Paganel
- Dawid Gutman